# Astrud Gilberto
Astrud Gilberto (Salvador da Bahia, 1940. március 29. – Philadelphia, 2023. június 5.) Grammy-díjas brazil bossa nova és szamba énekes. A The Girl from Ipanema című dal tette világhírűvé, és vált a dal örökzölddé.
Astrud Gilberto Astrud Evangelina Weinert néven született brazil anya és német apa gyermekeként Brazíliában. Rio de Janeiroban nőtt fel. 14 éves korában tanult meg gitározni és kezdett énekelni. 15 éves volt, amikor a fiútestvéreivel saját együttest alakítottak a város főterén zenéltek. Gilbertót elsősorban a dzsessz előadói befolyásolták: Duke Ellington, Tommy Dorsey, Jeanette MacDonald, Orlando Silva, Dorival Caymmi.
1959-ben házasodott össze João Gilbertoval. A házasság nem tartott sokáig. Gilberto 1963-ban az Egyesült Államokba költözött. Az 1960-as évek közepén kapcsolatba lépett a zenei partnerével, az amerikai jazz szaxofonos Stan Getz-rel, aki a bossa novát beépítette dzsessztörténetbe.
Dalai a portugál mellett angolul, spanyolul, olaszul, franciául, németül és japánul is megjelentek.

## Diszkográfia
- Lásd: enwiki
- [9]

## Díjak
- 1965: Grammy-díj az év felvételéért – The Girl From Ipanema
- 2002: International Latin Music Hall of Fame
- 2008: Latin Grammy Lifetime Achievement Award